# إيفلين غراهام
إيفلين غراهام (بالإنجليزية: Eve Graham)‏ هي مغنية بريطانية، ولدت في 19 أبريل 1943 في أوكتراردير ‏ في المملكة المتحدة.